# Burggraben (Attersee)
Der Burggraben, älter auch Burgbach, am Oberlauf auch Magdalenenbach, ist ein kleiner Bach im Salzkammergut, der in der zum Land Salzburg gehörigen Unterburgau in den Attersee mündet.

## Lauf und Landschaft
Der Bach entspringt am Feichtingeck (1412 m ü. A.), einem östlichen Vorgipfel des Schafbergs, westlich der Moosalm im Gebiet des Schwarzensees, auf etwa 1175 m ü. A. Höhe. Diese Gegend ist Gemeindegebiet von Sankt Wolfgang. Er rinnt dann als Waldbach zum Nordende der Moosalm, die hier eine Talwasserscheide bei 772 m ü. A. hat. Danach fällt der Bach steil in den Ackergraben, in dem der Nebenbach von der Eisenaueralm zurinnt. Dieser Oberlauf bis hierher wird auch Magdalenenbach genannt. Dort liegt auch die Magdalenenquelle, eine 1893 gefasste Heilquelle. Hier passiert der Bach auch die oberösterreichisch-salzburgische Landesgrenze und erreicht das Gemeindegebiet von Sankt Gilgen.
Es folgt eine Klamm, die Burggrabenklamm zwischen Ackerschneid (1119 m ü. A.) westlich und Auberg (907 m ü. A.) östlich. An deren Ende bildet der Bach einen Schwemmkegel in den Attersee, die Burgbachau. Das Seeufer bildet wieder die Landesgrenze von Salzburg zu Oberösterreich, doch hat sich der jüngste kiesige Mündungs-Schwemmfächer schon knapp 20 Meter über die alte Seeuferlinie hinausgeschoben. Die Mündung liegt also eigentlich schon im Gemeindegebiet Unterach.

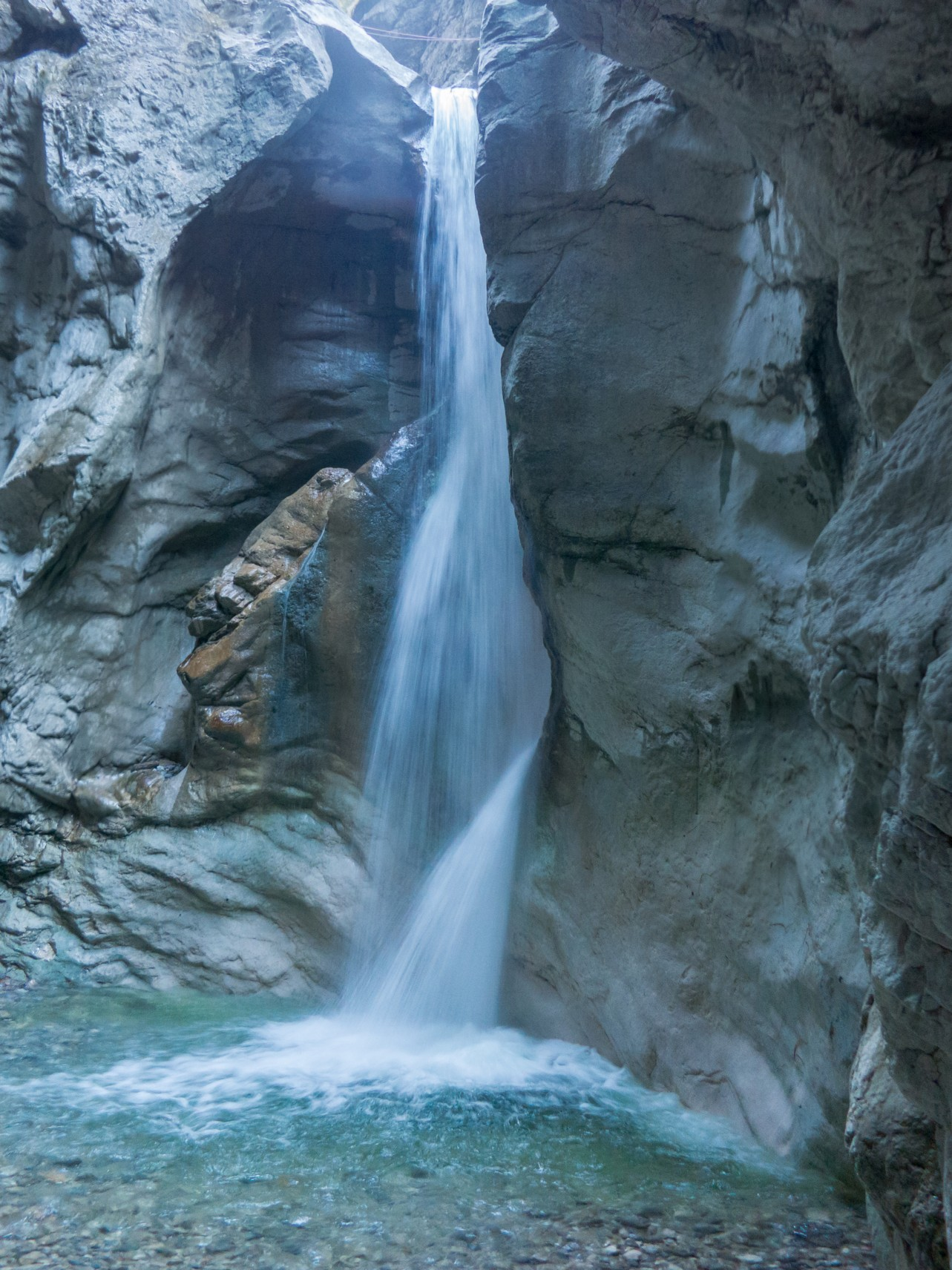
Der Wasserfall, bis zu dem die Klamm bis 2015 begehbar war
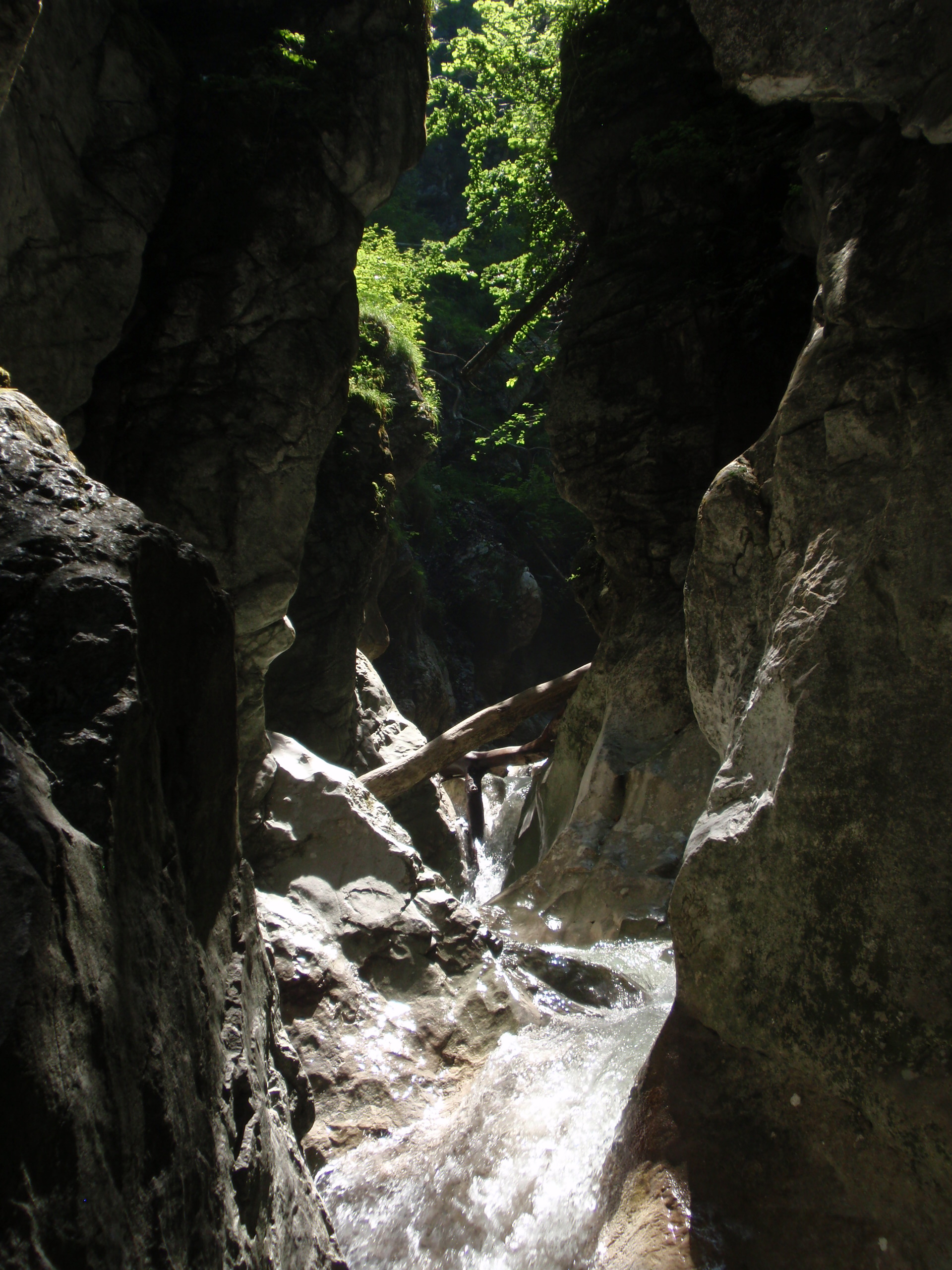
Die unzugänglicheren Stellen
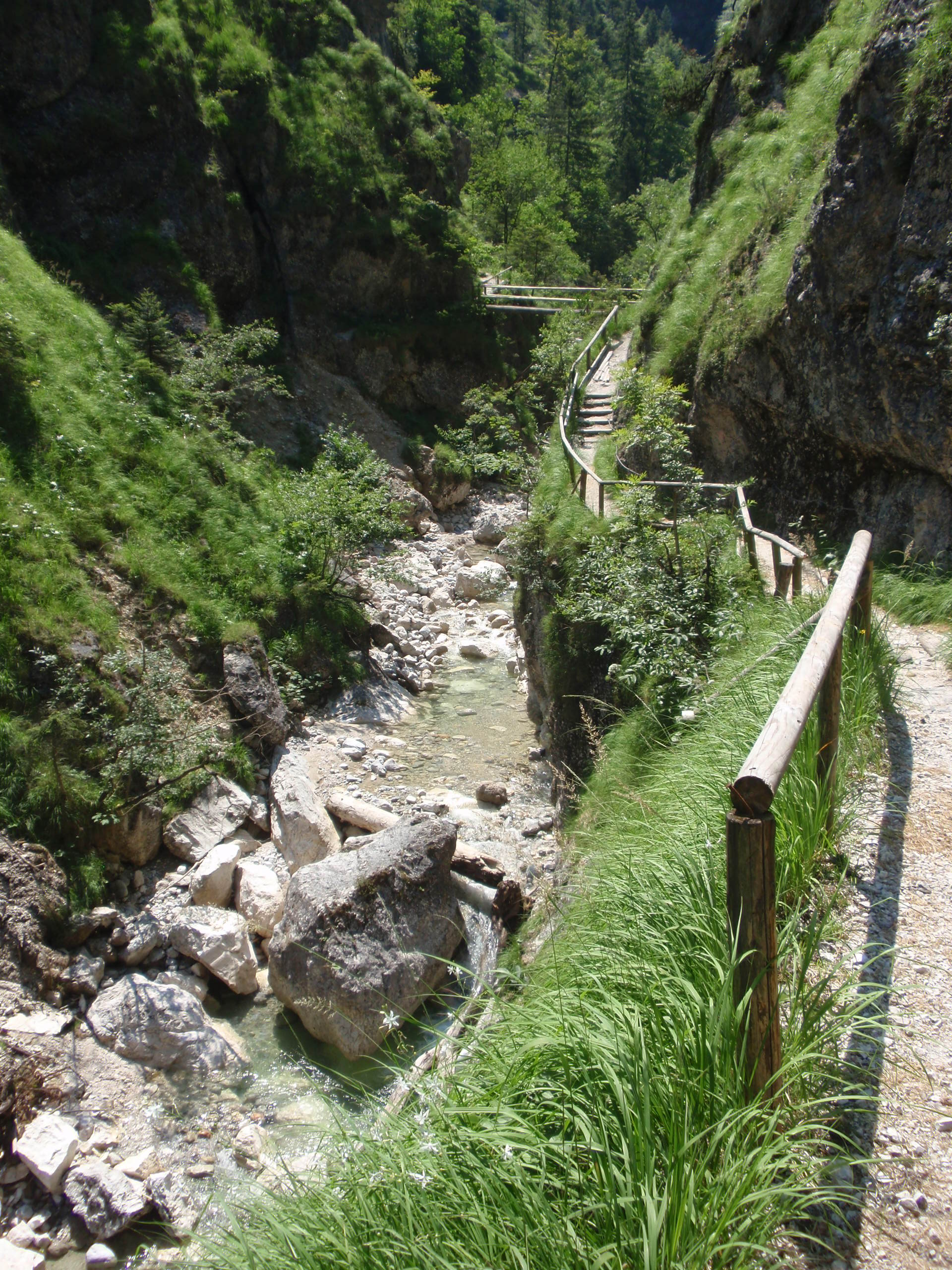
Der Valerie-Weg, mit seiner einzigen Überquerung der Klamm